# 緑 (墨田区)
緑（みどり）は、東京都墨田区の町名。現行行政地名は緑一丁目から緑四丁目。住居表示実施済み区域。

## 地理
緑は墨田区の南西部に位置し、本所地域内に当たる。墨田区役所の南方約1.5kmに当たる。北で亀沢、東で大横川を挟んで対岸に江東橋、南は竪川を挟んで対岸に立川、西で両国と隣接する。町域の北辺をJRの鉄道路線、南辺を竪川と接し、同川の上空を首都高速道路の高架橋が走る。また町域東辺を都道、西辺を大横川と接し、町域中央を国道が東西に走る。丁番は町域西側から緑一丁目、同二丁目、同三丁目、三ツ目通りの東に同四丁目が並べられている。

### 河川
- 大横川
- 竪川

## 歴史
居住地としての始まりは、江戸時代の明暦年間にさかのぼる。明暦の大火により本所一帯の開拓整地が行われた。その後、元禄元年（1689年）に「緑町」という町名が付けられた。当時は、緑町一丁目から五丁目まであり、道路が碁盤目上に走り、町屋や武家屋敷が整備された。
明治時代に入ると、現在の北斎通りに当たる南割下水までが緑町として扱われることとなった。その名残として、北斎通りの亀沢二丁目付近にある公園には「緑町公園」の名称が使用されている。なお、この緑町公園は、総武線の高架線を挟んで南北に分かれている。昭和に入り今度は南割下水から国鉄総武線のガード部分について亀沢に分割され、代わりに三ツ目通り以東を編入し、この時点でほぼ現在の形が整った。なお、このときに緑町はほぼ現在の形に町名変更が行われた。第二次世界大戦中の東京大空襲時には火災によりほぼ町内すべてを焼失しており、鉄筋コンクリート構造の東京市緑国民学校など一部の建物が残るのみであった。戦後は、緑町から町名を「緑」に変更したが、町域等の変更はなかった。緑町内は町工場が多く見られ、工業を中心として発展していたが、近年の規制なども相まって、町工場の閉鎖が多くなり、人口が減少傾向にあった。しかし、これら町工場の撤退に併せて、マンション建設等が進められ、人口も少しずつ回復を見せるようになった。

### 史跡
- 小林一茶旧居跡（緑一丁目）
- 寿座跡（緑二丁目）

## 世帯数と人口
2025年（令和7年）3月1日現在（墨田区発表）の世帯数と人口は以下の通りである。
| 丁目     | 世帯数     | 人口     |
| -------- | ---------- | -------- |
| 緑一丁目 | 2,486世帯  | 3,751人  |
| 緑二丁目 | 2,014世帯  | 3,558人  |
| 緑三丁目 | 2,185世帯  | 3,544人  |
| 緑四丁目 | 3,398世帯  | 5,315人  |
| 計       | 10,083世帯 | 16,168人 |

### 人口の変遷
国勢調査による人口の推移。
| 年                 | 人口   |
| ------------------ | ------ |
| 1995年（平成7年）  | 6,425  |
| 2000年（平成12年） | 7,225  |
| 2005年（平成17年） | 8,762  |
| 2010年（平成22年） | 10,454 |
| 2015年（平成27年） | 12,086 |
| 2020年（令和2年）  | 14,352 |

### 世帯数の変遷
国勢調査による世帯数の推移。
| 年                 | 世帯数 |
| ------------------ | ------ |
| 1995年（平成7年）  | 2,840  |
| 2000年（平成12年） | 3,513  |
| 2005年（平成17年） | 4,519  |
| 2010年（平成22年） | 5,515  |
| 2015年（平成27年） | 6,679  |
| 2020年（令和2年）  | 8,233  |

## 学区
区立小・中学校に通う場合、学区は以下の通りとなる（2022年9月時点）。
| 丁目     | 番地 | 小学校           | 中学校             |
| -------- | ---- | ---------------- | ------------------ |
| 緑一丁目 | 全域 | 墨田区立緑小学校 | 墨田区立両国中学校 |
| 緑二丁目 | 全域 | 墨田区立緑小学校 | 墨田区立両国中学校 |
| 緑三丁目 | 全域 | 墨田区立緑小学校 | 墨田区立両国中学校 |
| 緑四丁目 | 全域 | 墨田区立緑小学校 | 墨田区立竪川中学校 |

## 交通

### 鉄道
北辺をJR東日本総武本線が、また西辺を通る清澄通り地下に都営地下鉄大江戸線が通るが、駅は設置されていない。JR両国駅、都営両国駅およびJR錦糸町駅が最寄り駅となる。

### バス
町域内には、緑一丁目、緑二丁目、緑三丁目の停留所がある。以下の路線が、東京都交通局により運行されている。
- 業10系統（三ツ目通り）
- 錦27系統（主に京葉道路）
- 両28系統（主に京葉道路）
- 門33系統（清澄通り）

### 道路・橋梁
道路
- 首都高速道路
  - 7号小松川線
- 国道
  - 14号（京葉道路）
- 都道
  - 319号環状三号線（三ツ目通り）
  - 463号上野月島線（清澄通り）

橋梁
- 大横川に架かる橋
  - 江東橋（国道14号 <京葉道路> ）
  - 撞木橋（跡。大横川親水公園の整備により撤去）
- 竪川に架かる橋
  - 二之橋（都道463号線 <清澄通り> ）
  - 西竪川橋
  - 竪川橋
  - 新竪川橋
  - 三之橋（都道319号線 〔三ツ目通り〕）
  - 菊花橋

## 事業所
2021年（令和3年）現在の経済センサス調査による事業所数と従業員数は以下の通りである。
| 丁目     | 事業所数  | 従業員数 |
| -------- | --------- | -------- |
| 緑一丁目 | 180事業所 | 2,772人  |
| 緑二丁目 | 161事業所 | 1,594人  |
| 緑三丁目 | 120事業所 | 787人    |
| 緑四丁目 | 188事業所 | 2,177人  |
| 計       | 649事業所 | 7,330人  |

### 事業者数の変遷
経済センサスによる事業所数の推移。
| 年                 | 事業者数 |
| ------------------ | -------- |
| 2016年（平成28年） | 623      |
| 2021年（令和3年）  | 649      |

### 従業員数の変遷
経済センサスによる従業員数の推移。
| 年                 | 従業員数 |
| ------------------ | -------- |
| 2016年（平成28年） | 6,058    |
| 2021年（令和3年）  | 7,330    |

### 主な企業
- ロンシール工業

## 施設
- 墨田区役所緑出張所（緑三丁目）
- 墨田区立緑小学校（緑二丁目）
- 墨田区立緑図書館
- 両国みどりクリニック（緑一丁目）

## 出身著名人
- 高木敏子 - 童話作家
- 寺田甲子男 - 登山家。寺田が設立した東京緑山岳会の「緑」はこの地名に由来する。
- 青山なを - 日本女性史研究者。旧本所区花町出身。

## その他

### 日本郵便
- 郵便番号 : 130-0021[3]（集配局 : 本所郵便局[14]）。